# Epirhyssa frohbergi
Epirhyssa frohbergi är en stekelart som beskrevs av Ian D. Gauld 1991. Epirhyssa frohbergi ingår i släktet Epirhyssa och familjen brokparasitsteklar. Inga underarter finns listade i Catalogue of Life.